# دانشگاه دیاله
دانشگاه دیاله (به عربی: جامعة ديالي) یک دانشگاه عراقی می‌باشد که در سال ۱۹۹۹ در شهر بعقوبه استان دیاله تأسیس شد.